# Biserica Buna Vestire din Cristian

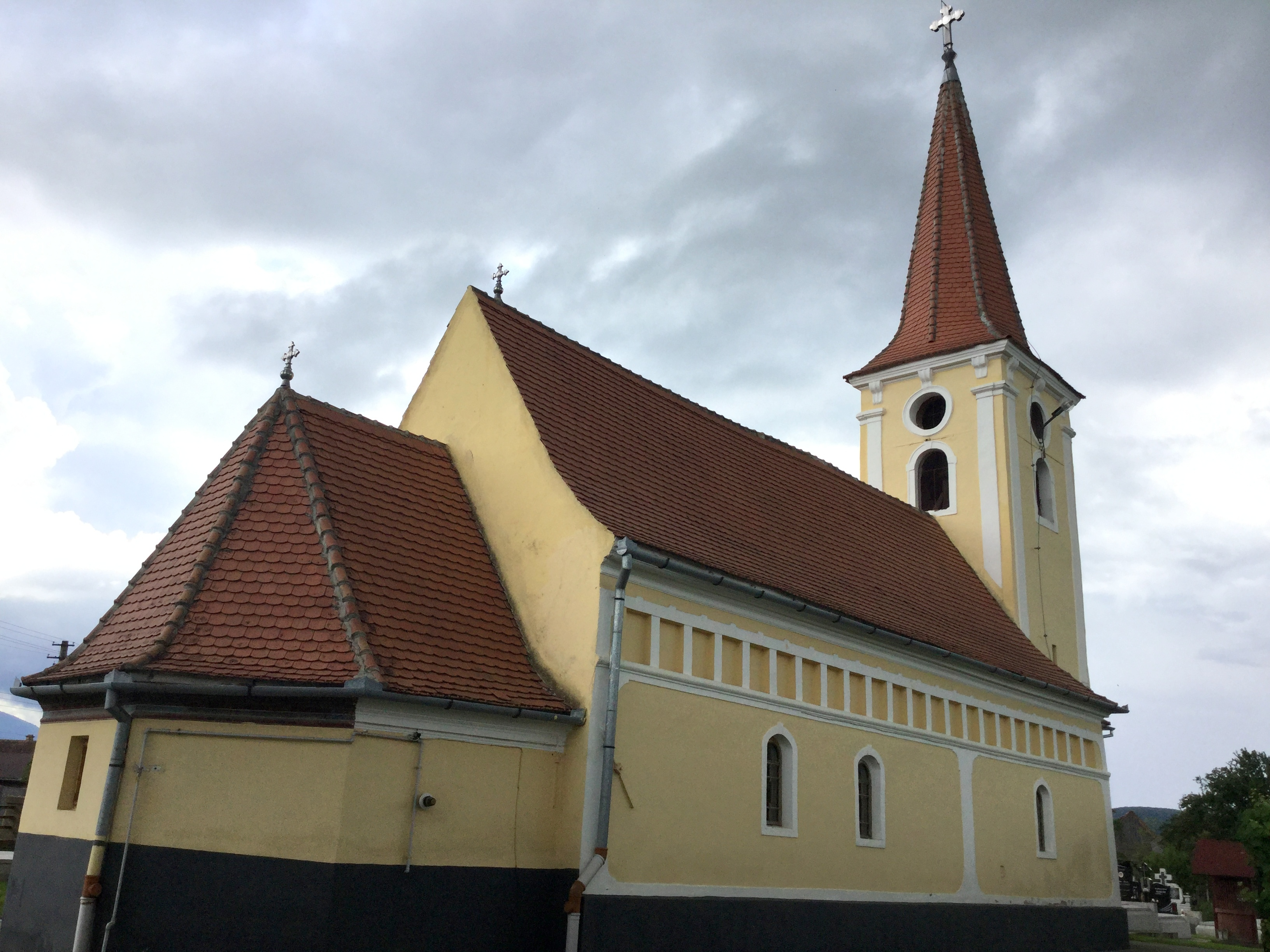
Biserica „Buna Vestire” din Cristian, comuna Cristian, județul Sibiu, foto: iunie 2020.

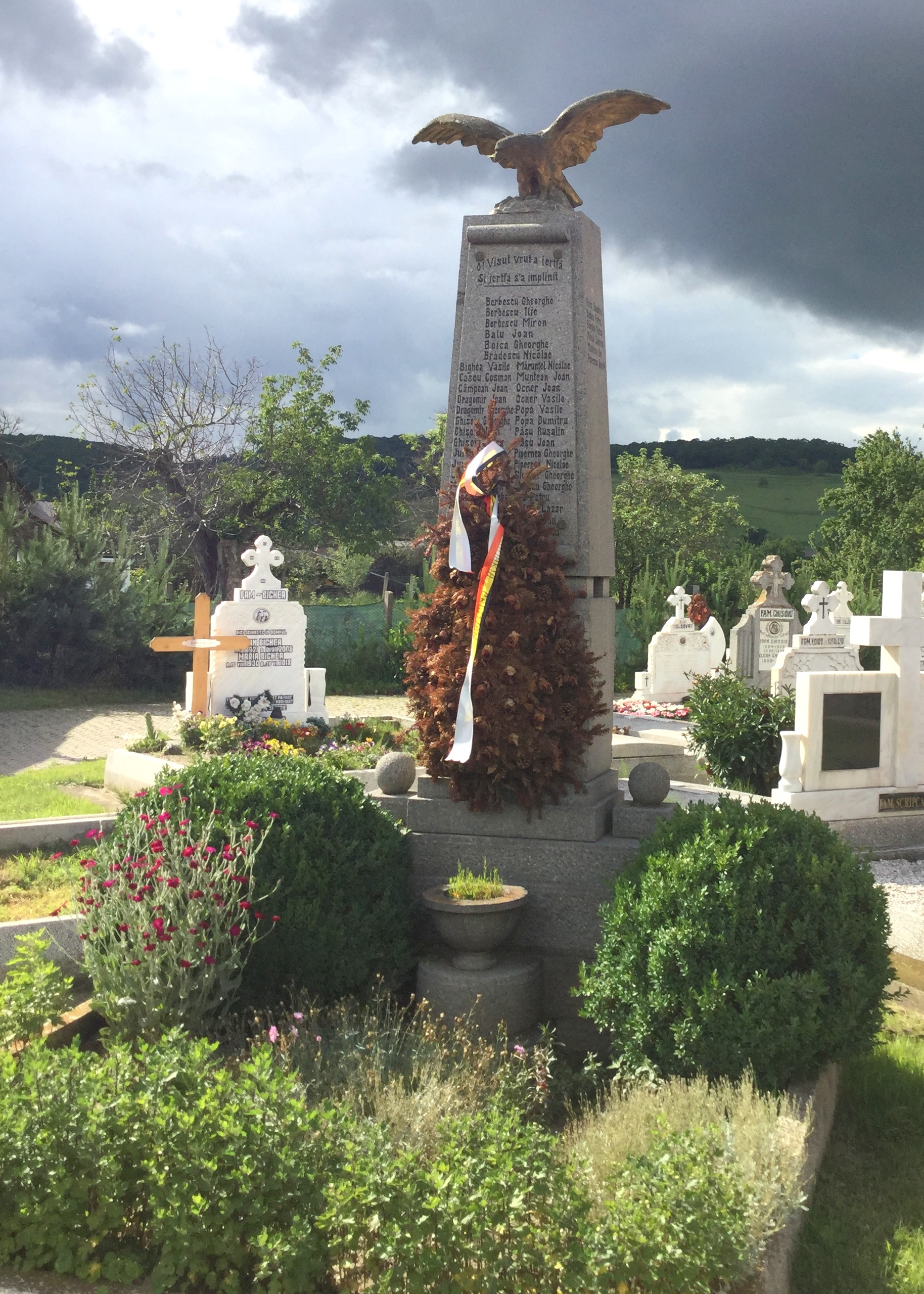
Monumentul eroilor, realizat în anul 1930, lângă cimitirul din curte și închinat eroilor din Primul Război Mondial (1914-1918)

Biserica „Buna Vestire” din Cristian, comuna Cristian, județul Sibiu, a fost construită în anul 1790. Lăcașul de cult figurează pe lista monumentelor istorice 2010, cod LMI SB-II-m-B-12370.

## Istoric și trăsături
Biserica, datată 1790, are formă de navă, cu pronaos și naos de plan dreptunghiular. Este construită din piatră și cărămidă, cu mortar de var și acoperită cu țiglă. Pronaosul este acoperit de o calotă circulară, susținută de arce dublouri, sprijinite pe ziduri și patru pandantivi. Naosul este mai mare ca suprafață, prezintă o cupolă de mari dimensiuni, susținută pe patru arce, sprijinite pe ziduri. Altarul este acoperit cu o boltă sferică, adaptată la conturul poligonal și este separat de naos printr-un perete traforat, cu trei goluri de ușă. Turnul-clopotniță de plan pătrat, cu acoperiș piramidal, prezintă la parter un vestibul boltit sferic. 
Biserica prezintă o pictură murală valoroasă, realizată de pictorii Stan Zugrav și Ioan Zugrav în 1790 (altarul), Ioan Zugrav în 1805 (naosul), Ciobanu Gheorghe Firmilian (pronaos și pridvor, în 1971).
Cea mai veche dintre troițele din curtea bisericii datează din 1915 și este restaurată în 2011. Este construită din lemn de stejar. A fost cioplită cu barda și s-au folosit cuie fabricate manual de un fierar. În prezent este pictată pe ambele părți, înlocuindu-se tablele pictate și aplicate pe cruce în anii 1970.

## Imagini din exterior

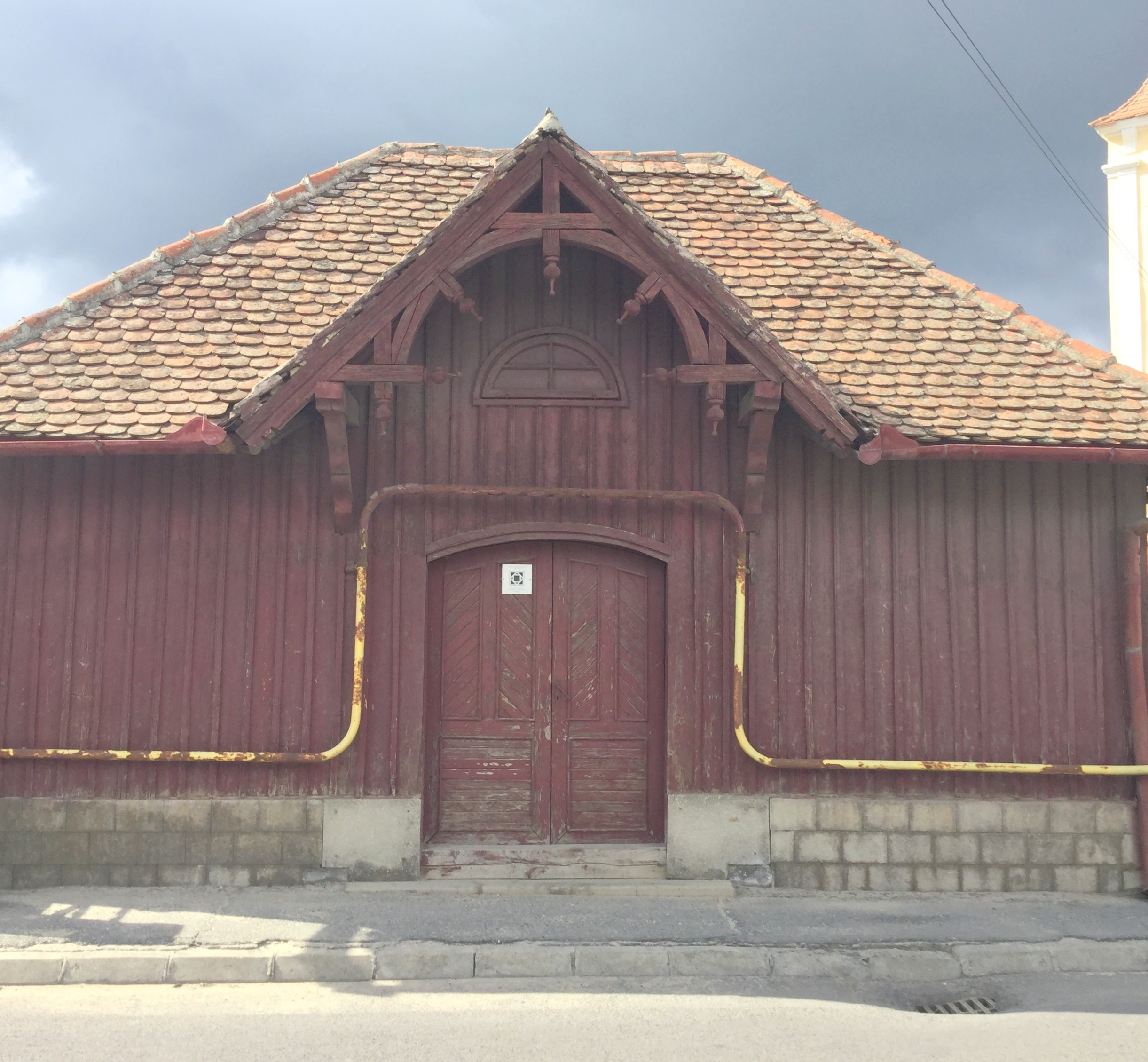
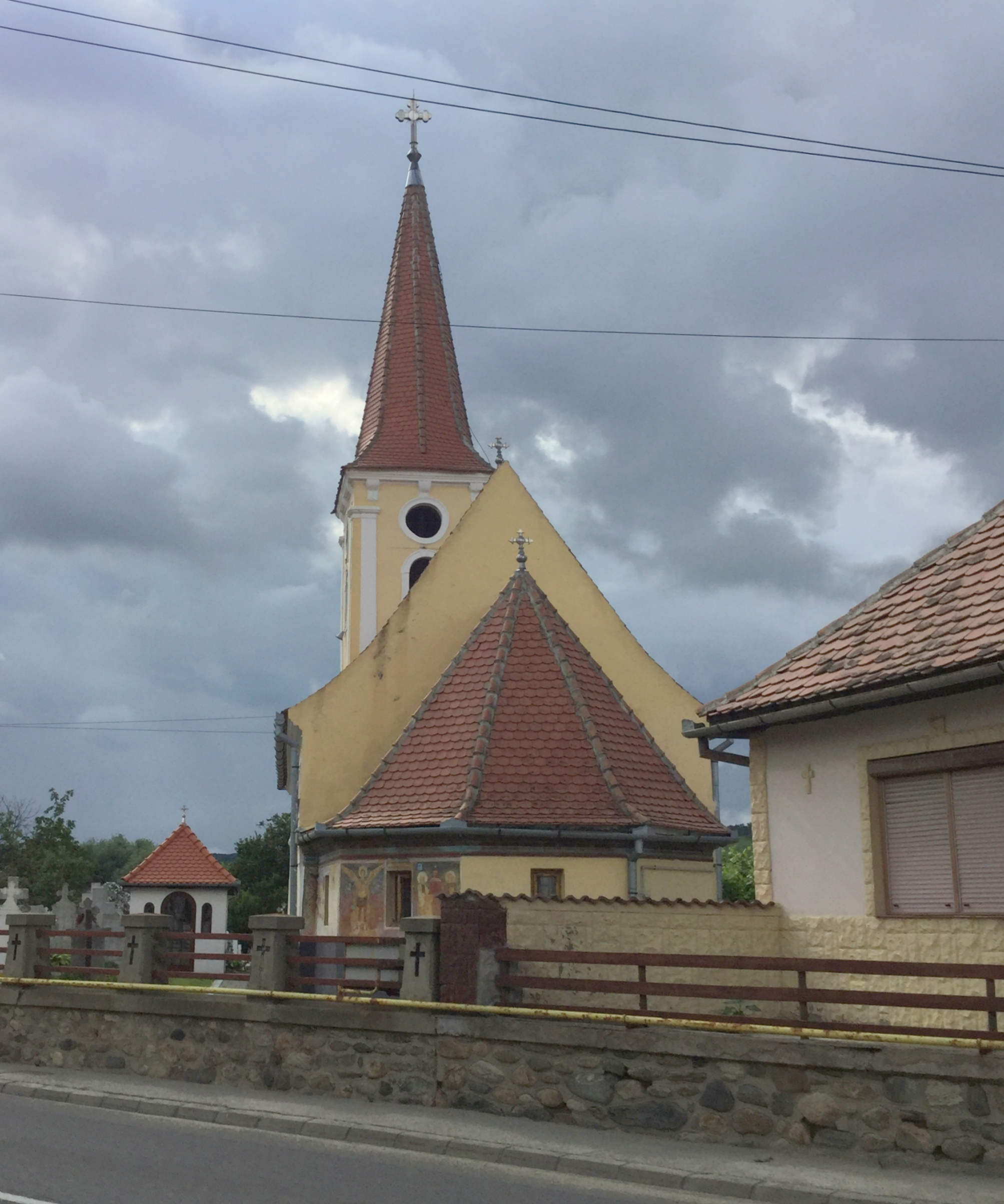
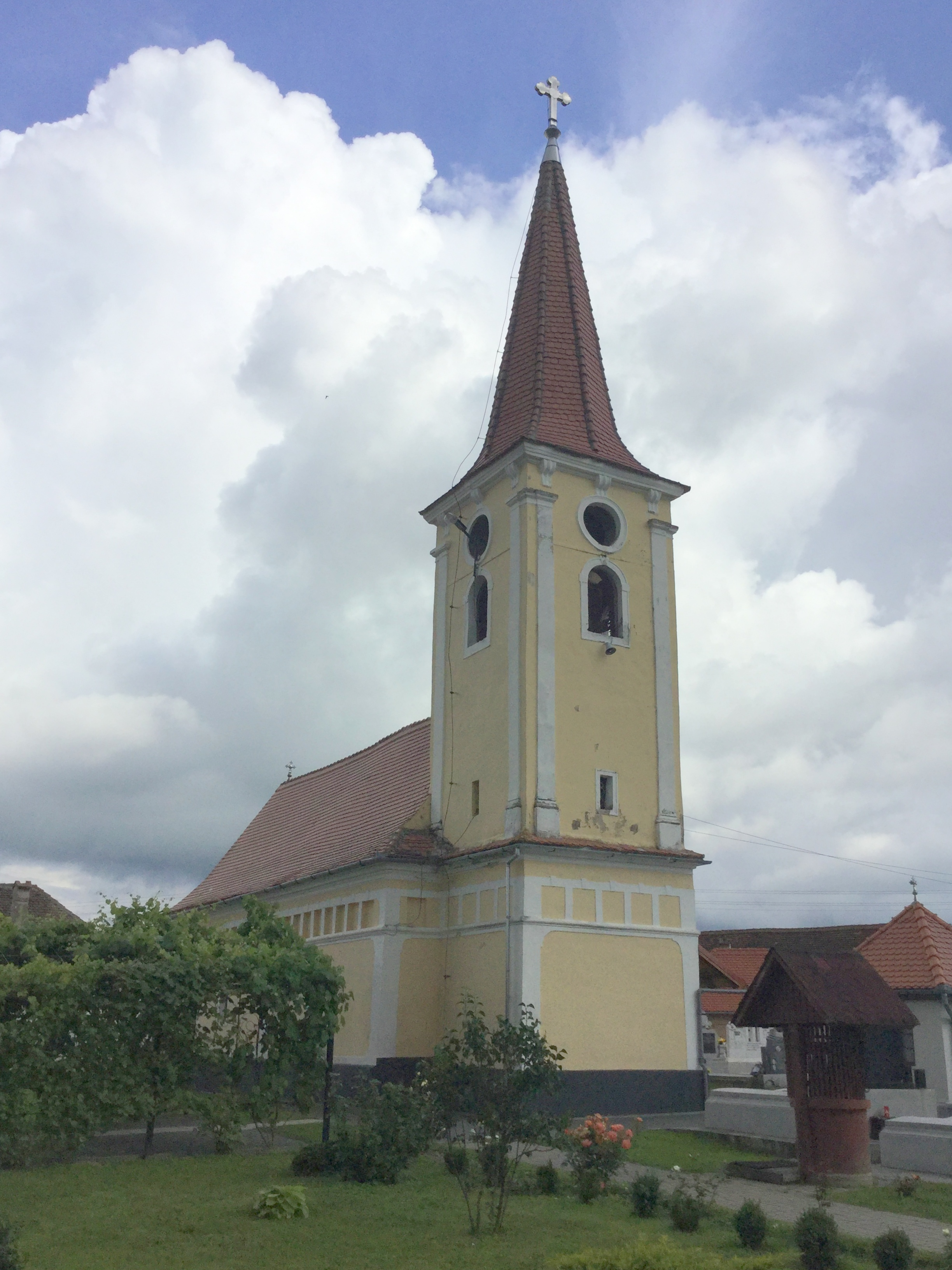
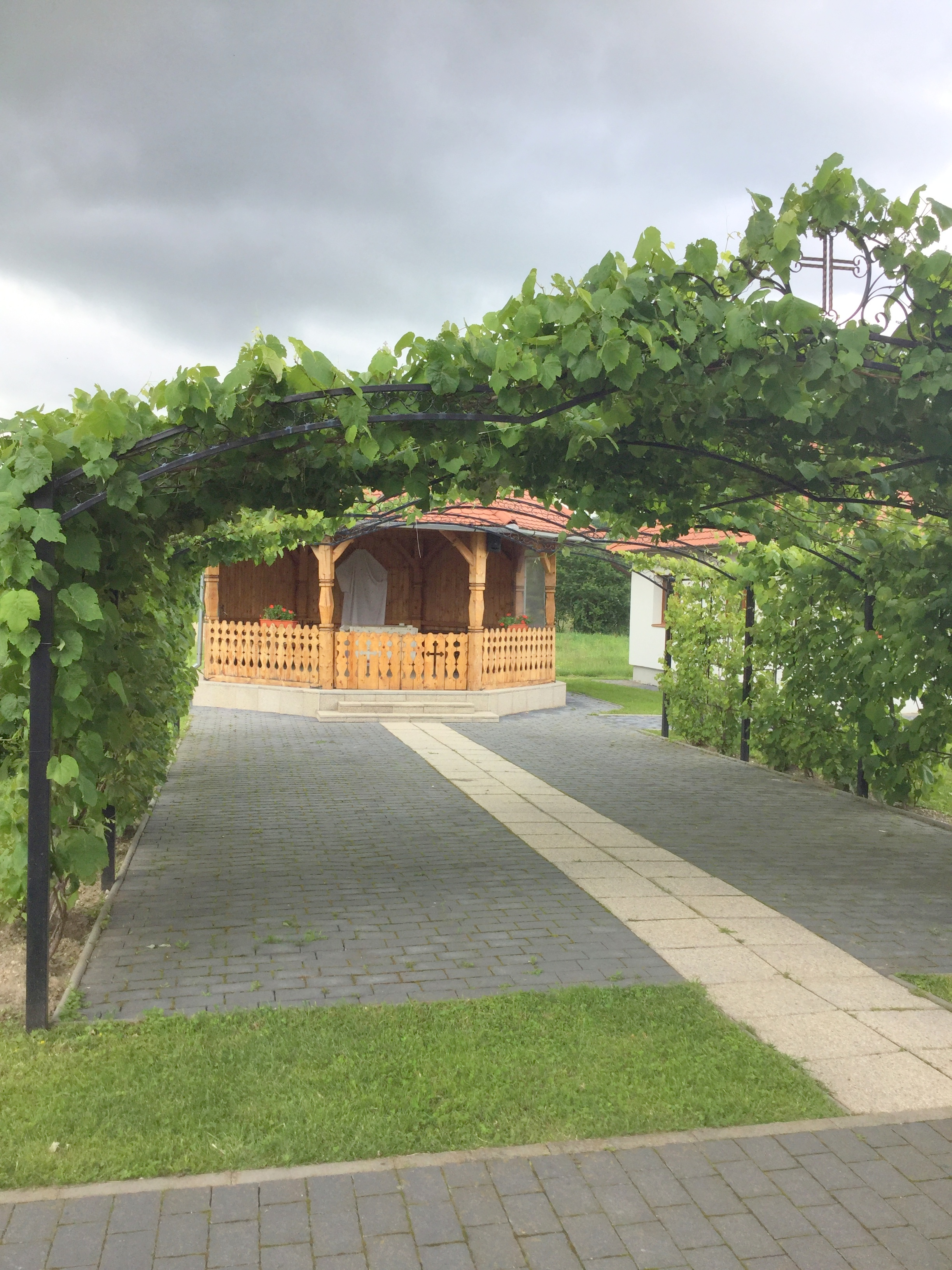
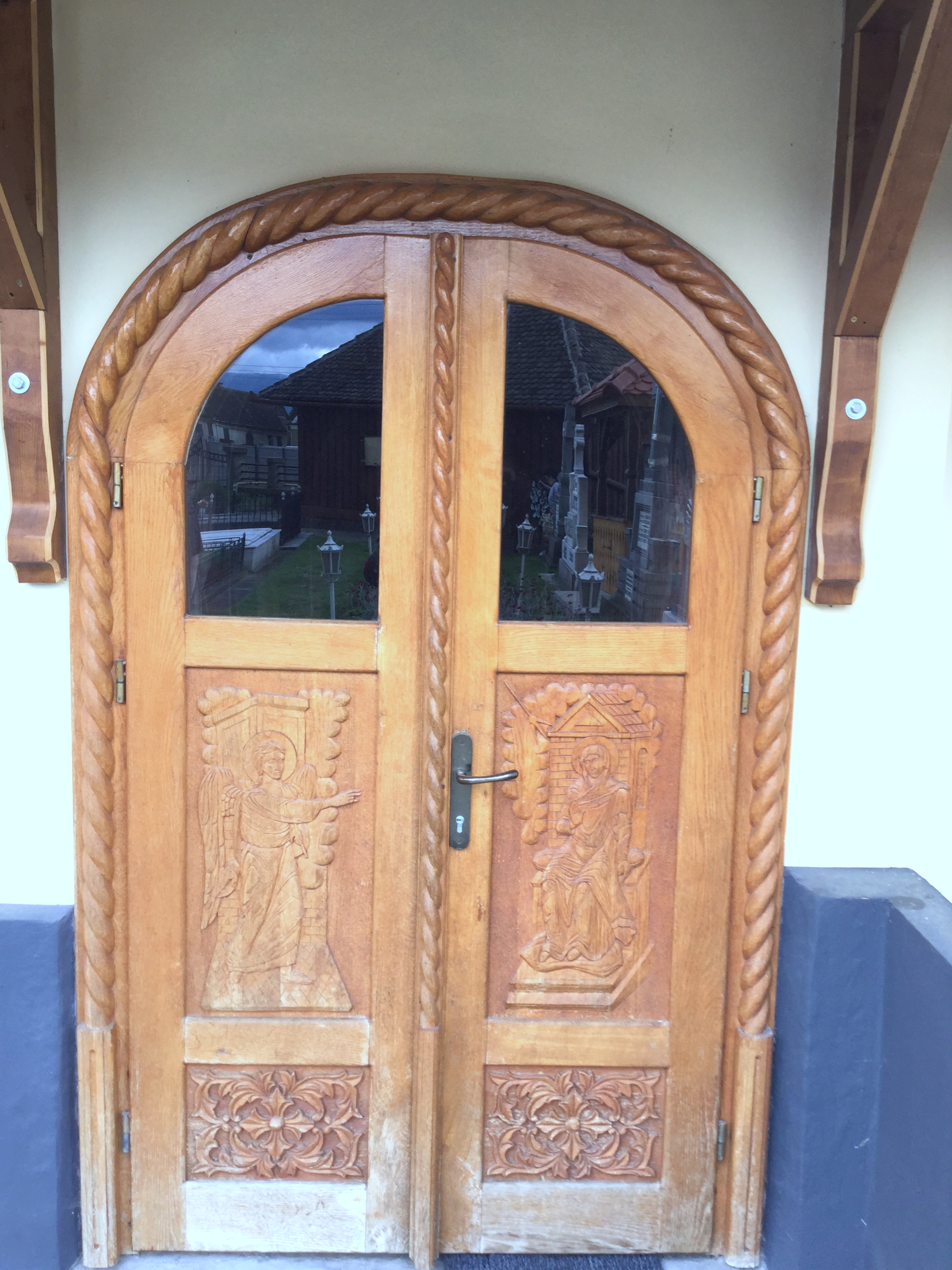
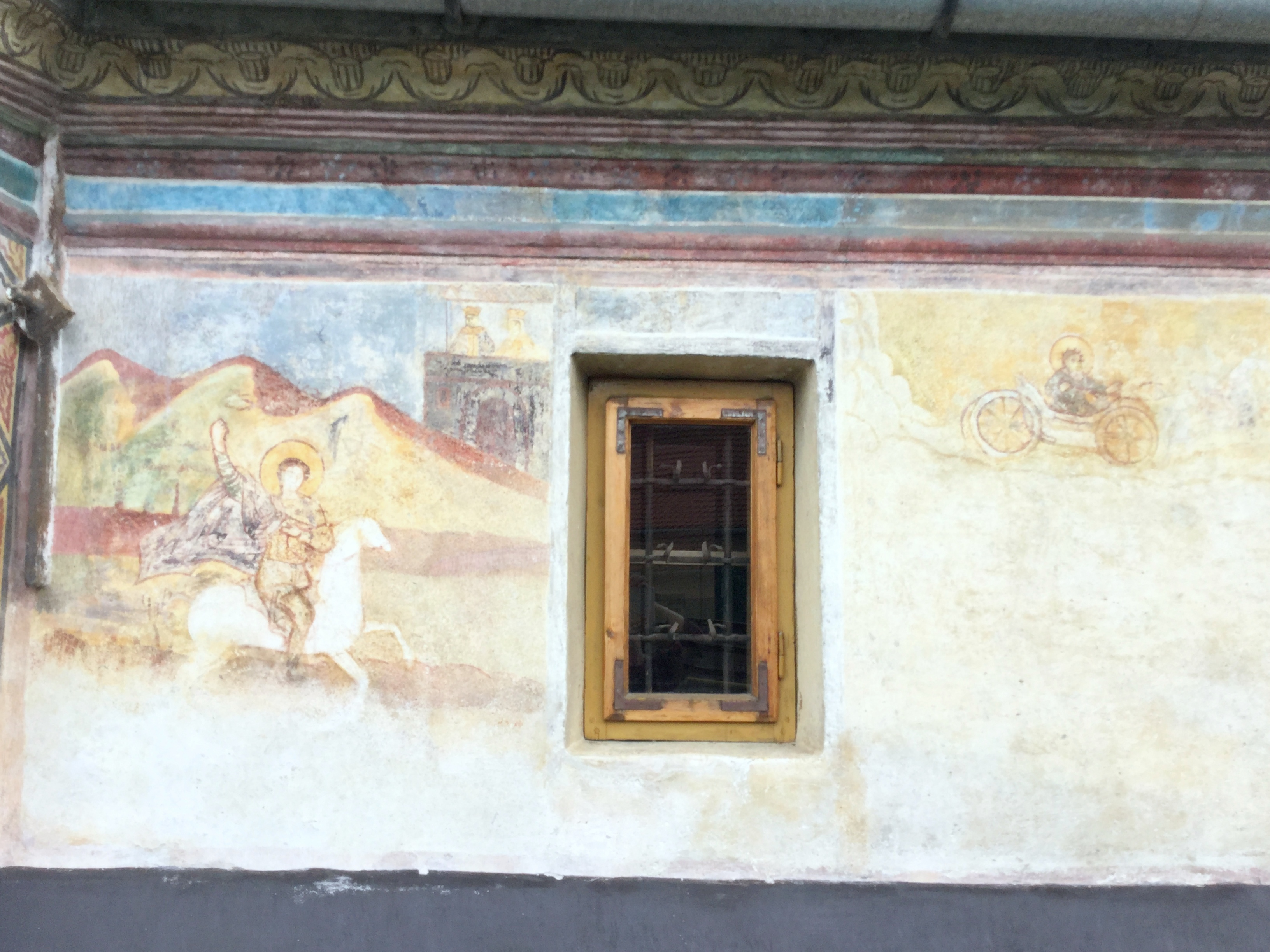
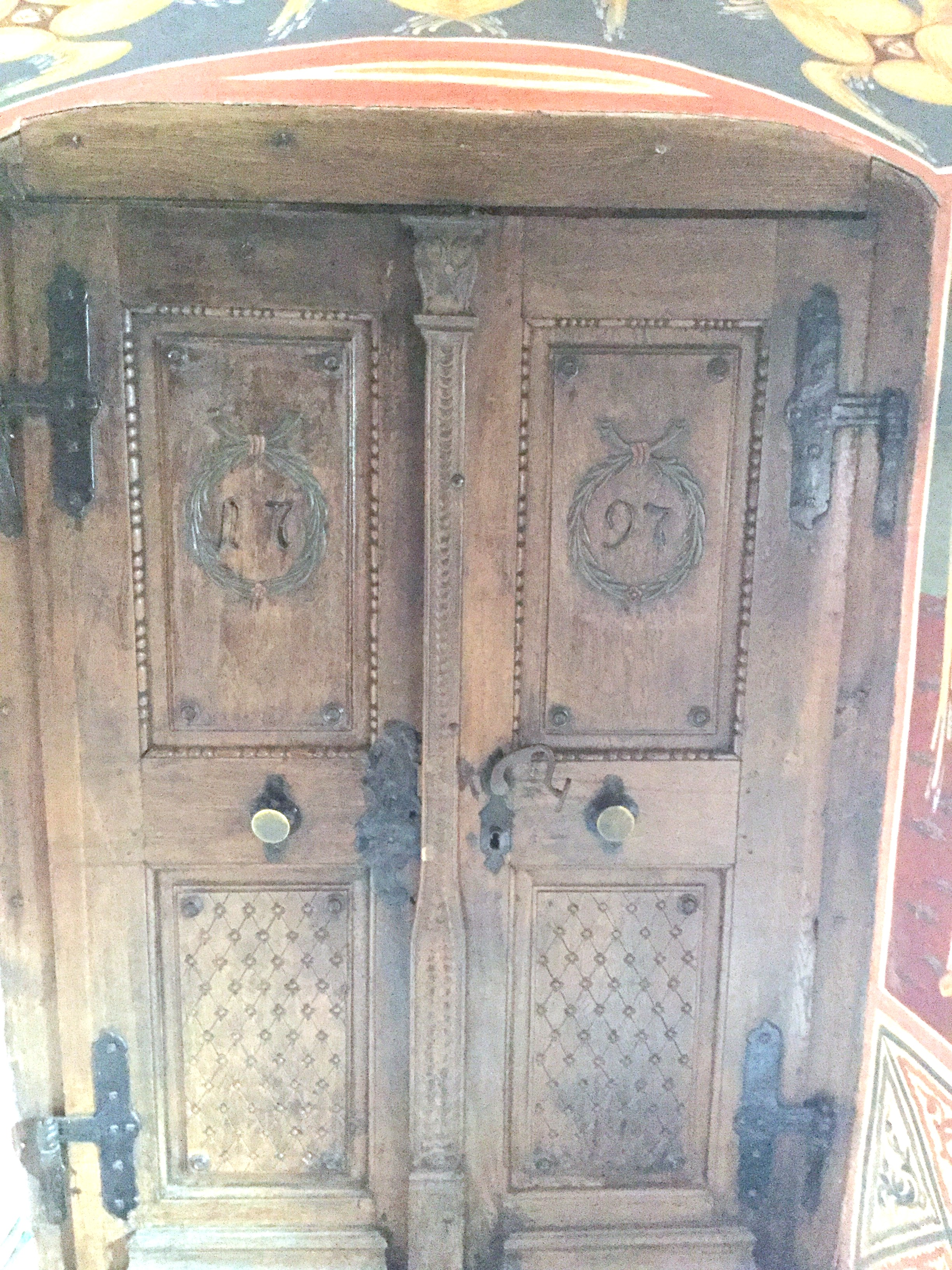
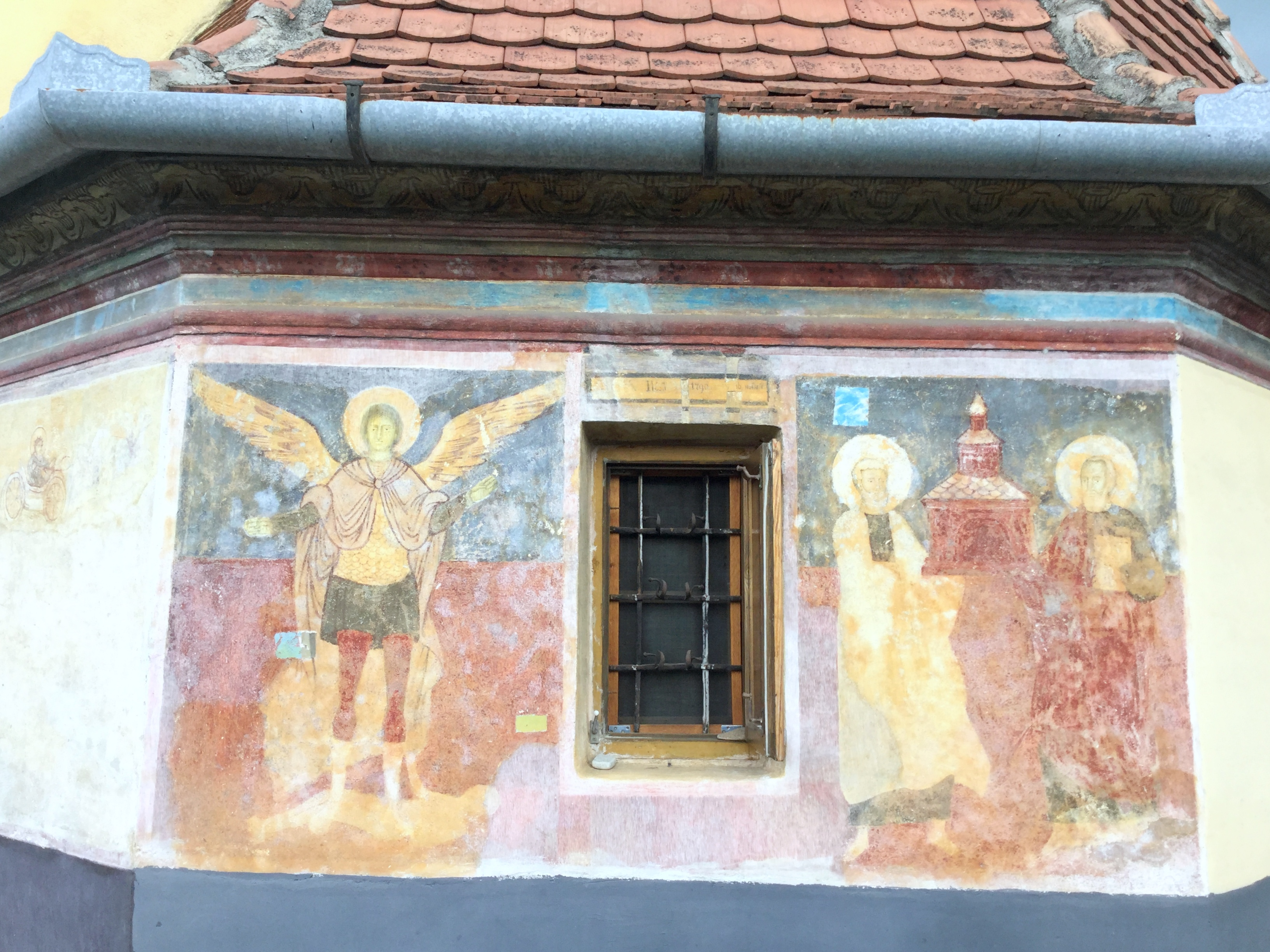
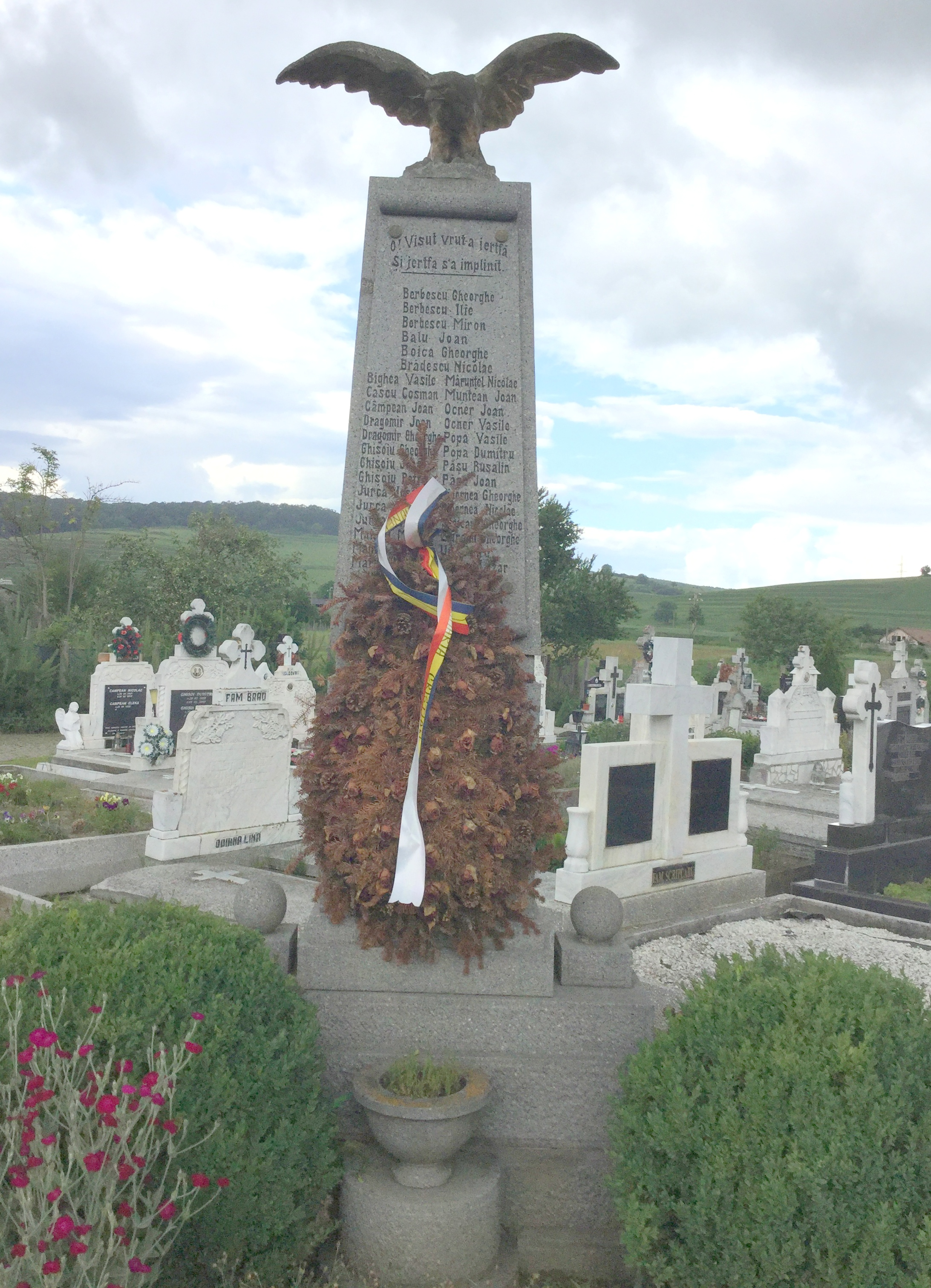
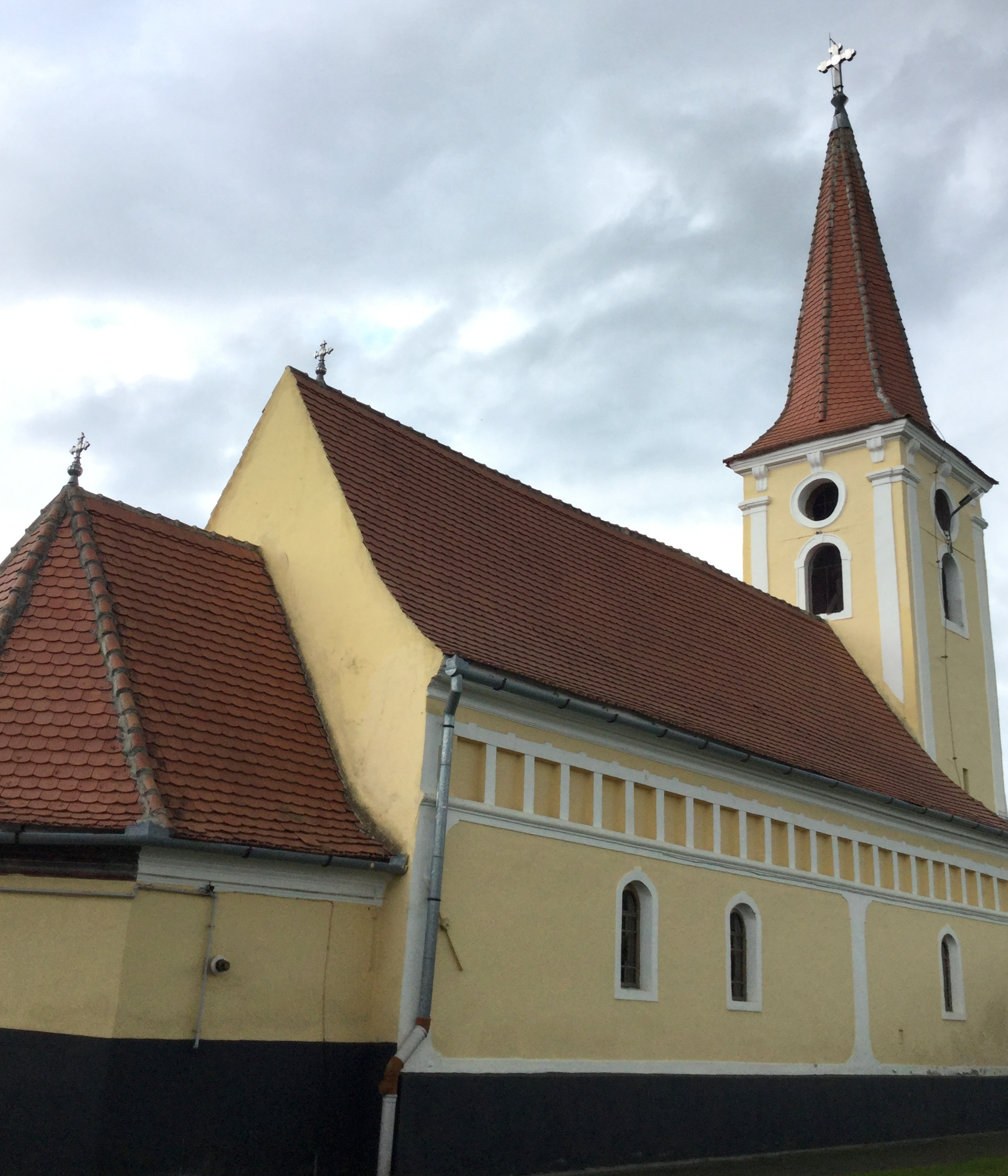
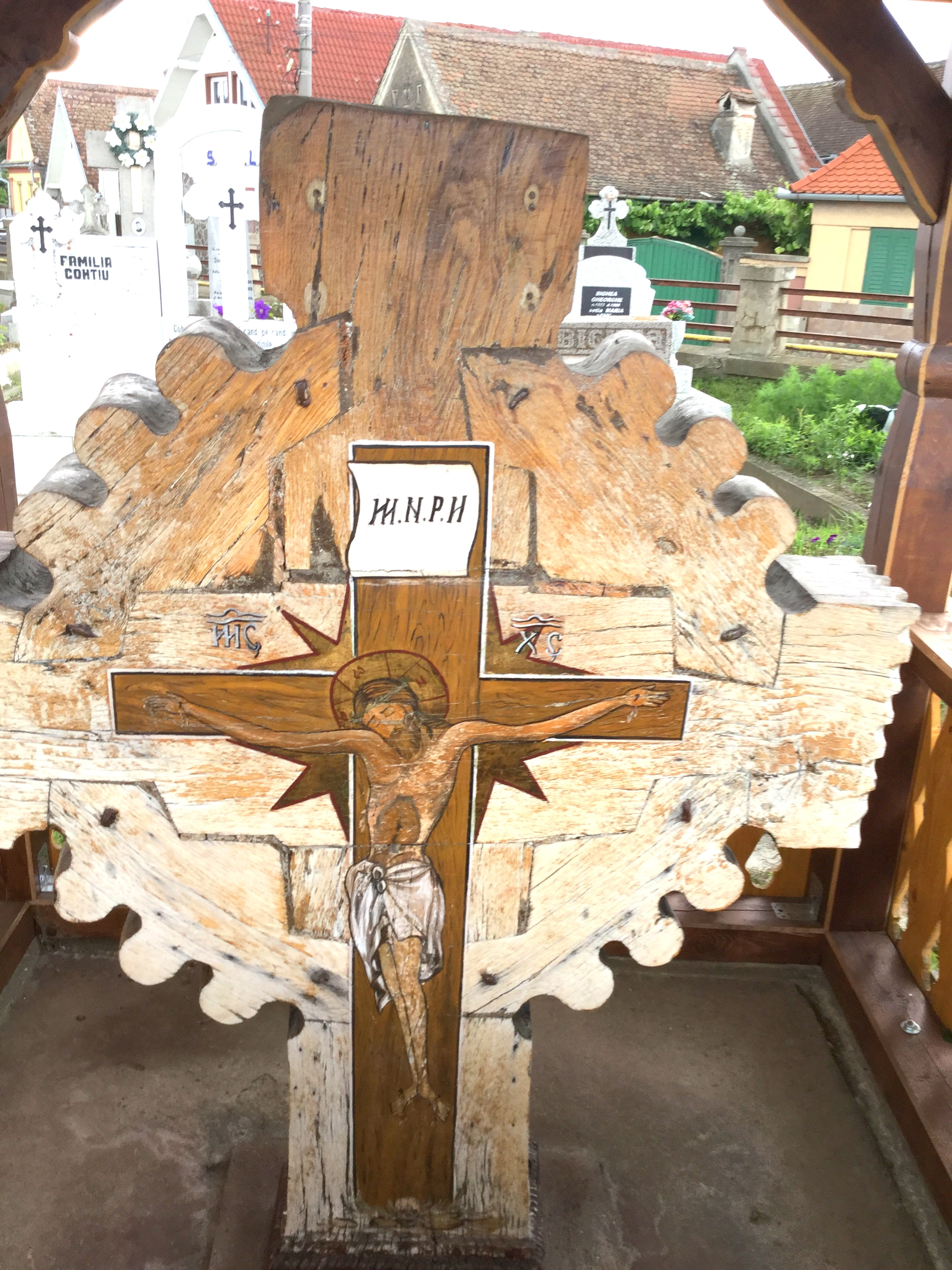
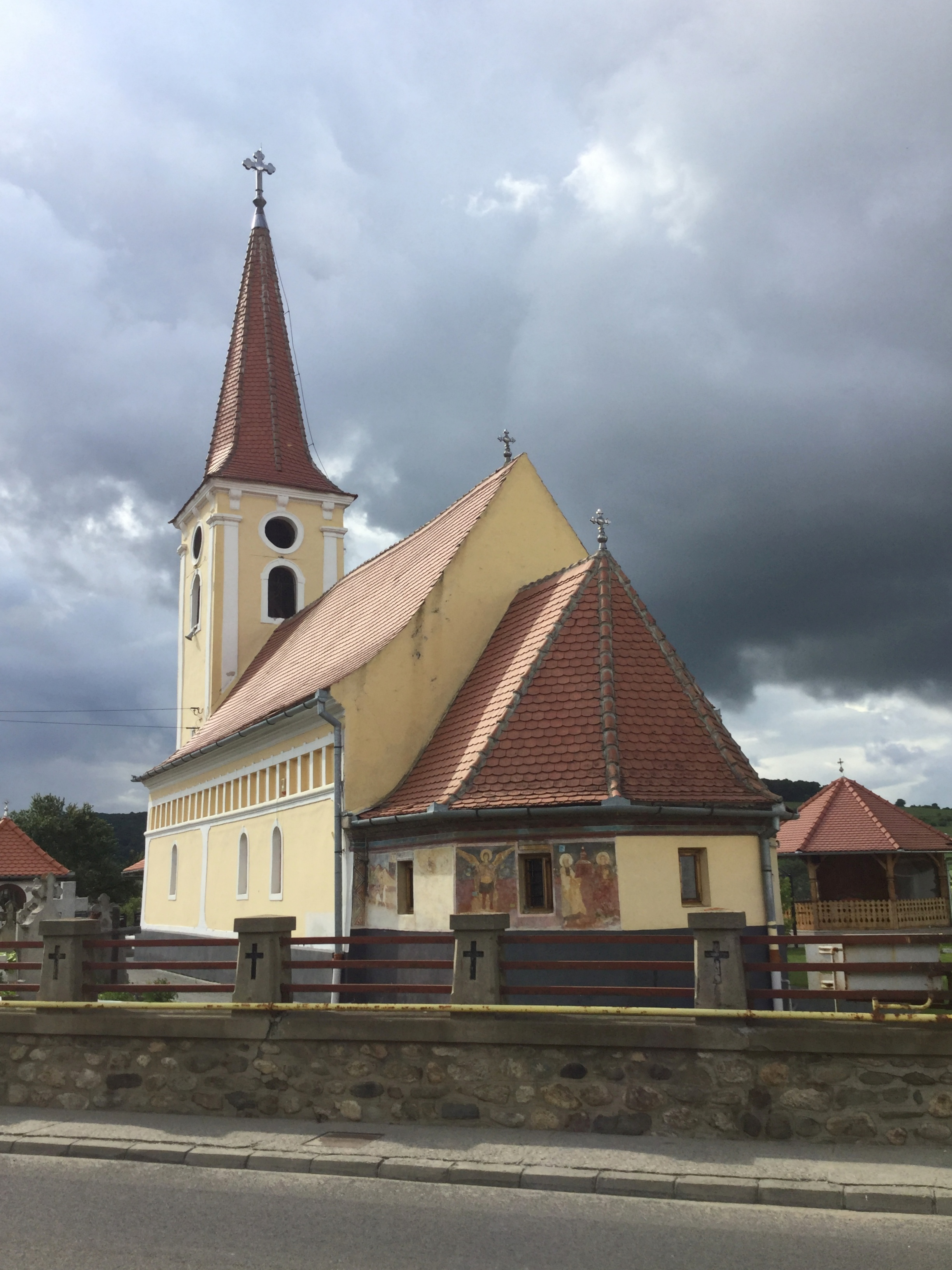
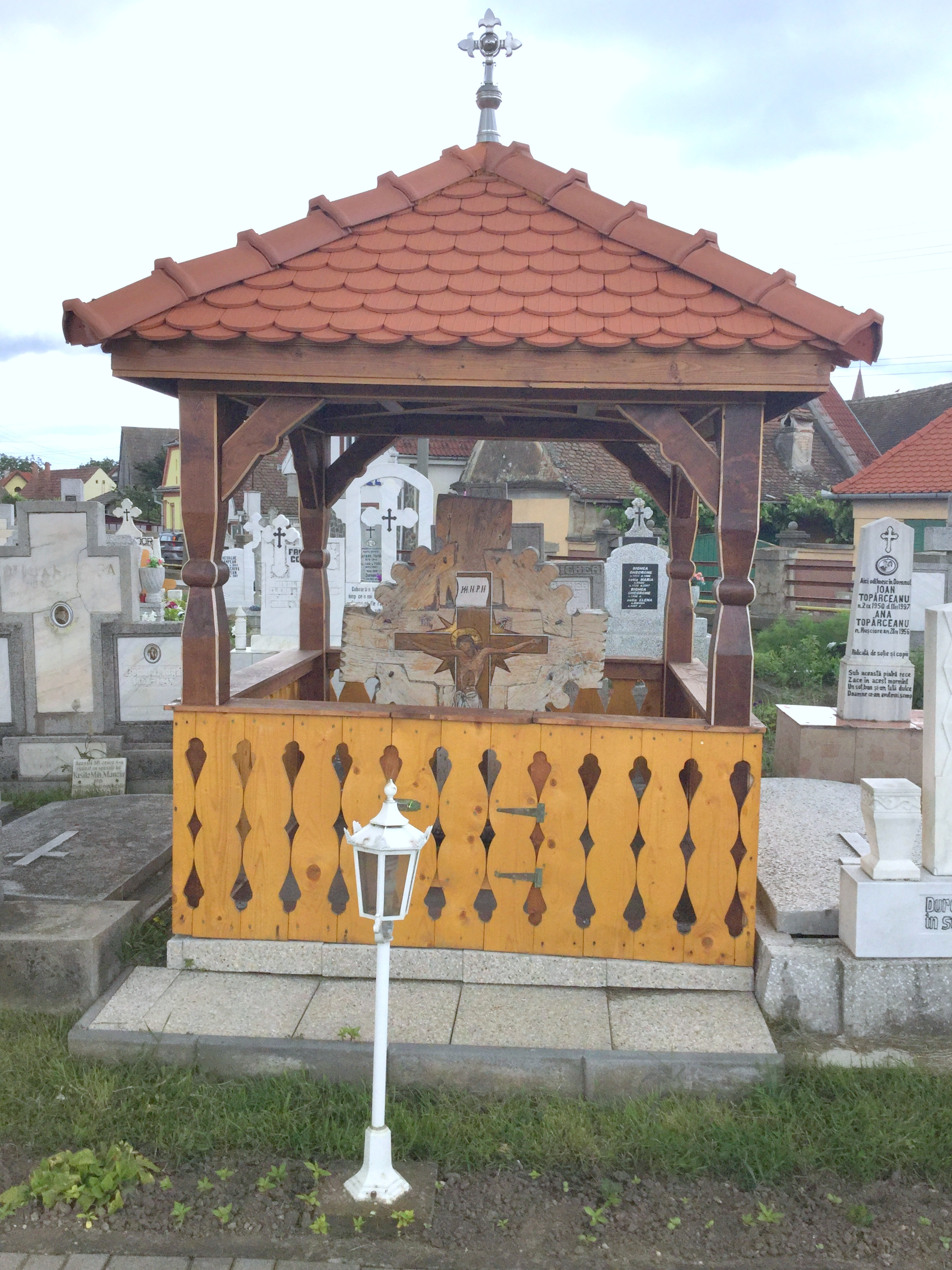
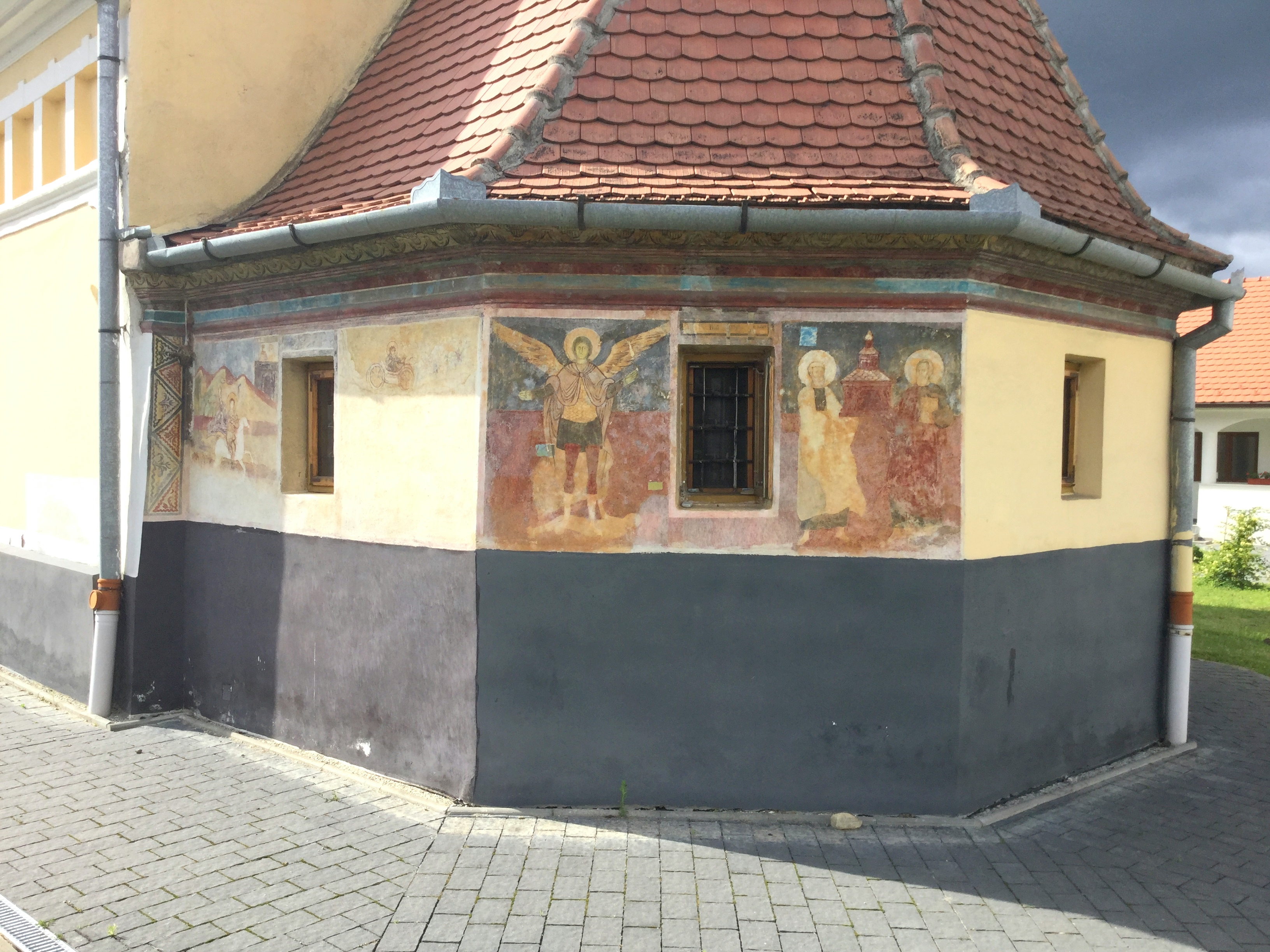
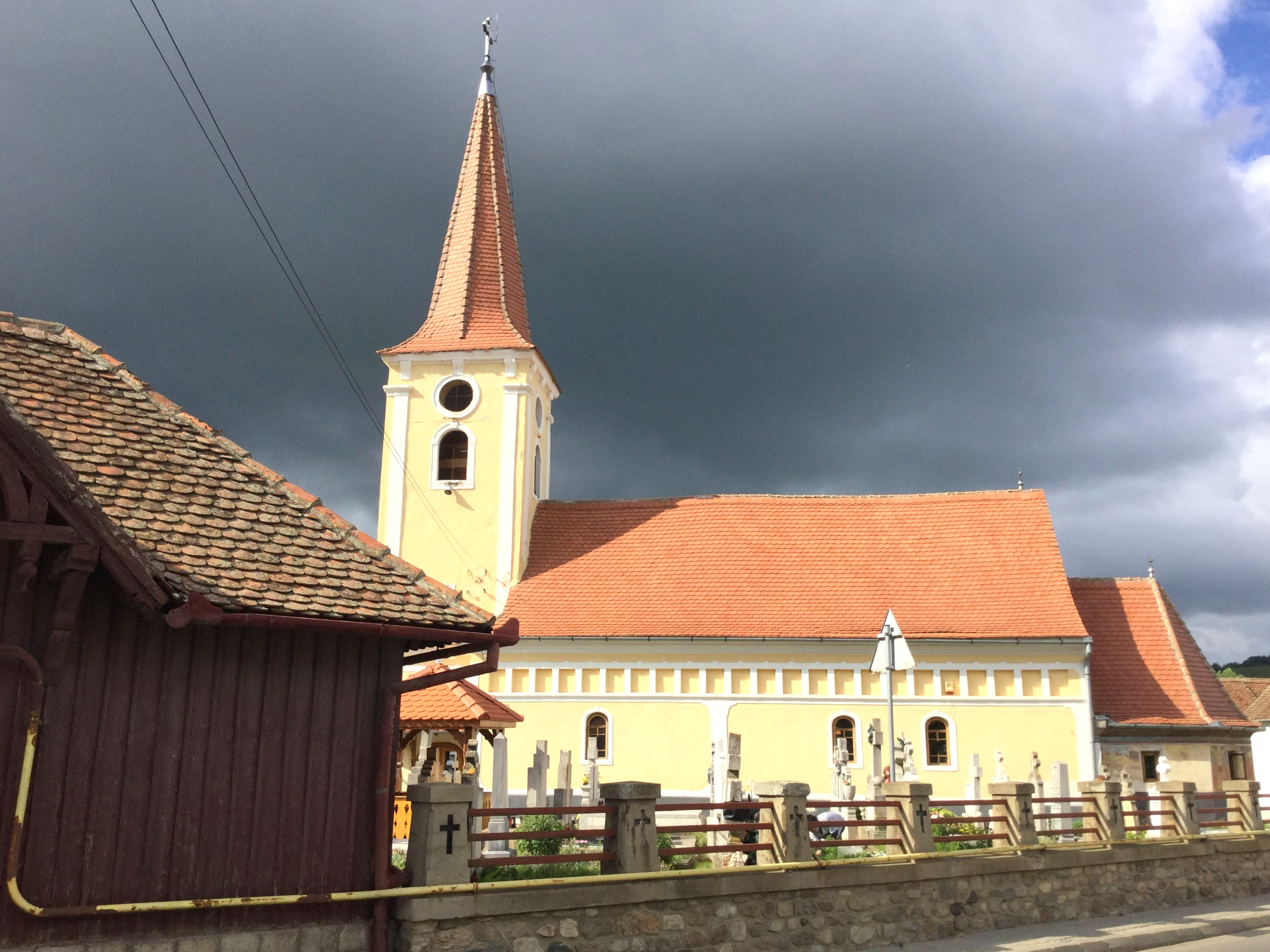
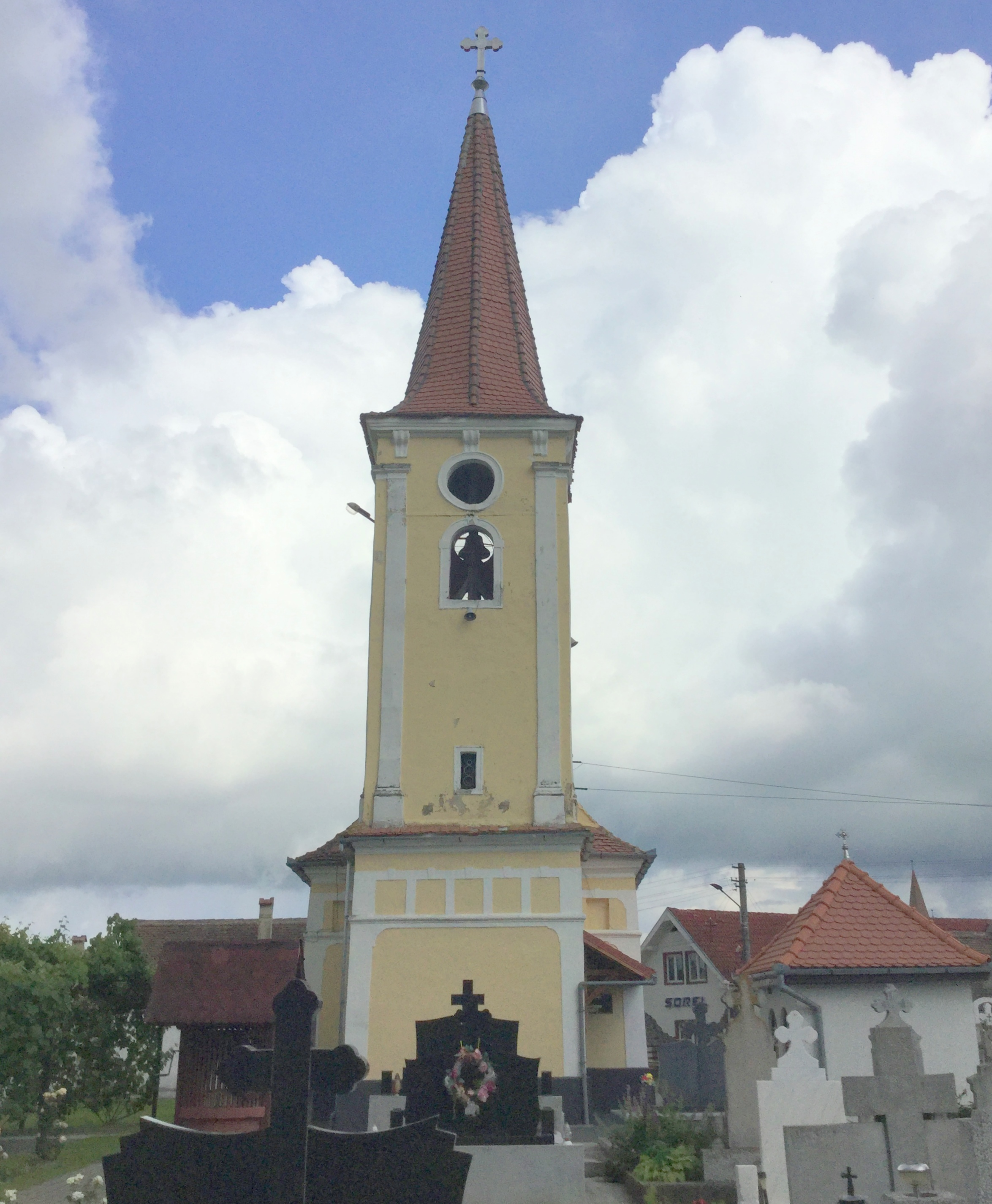
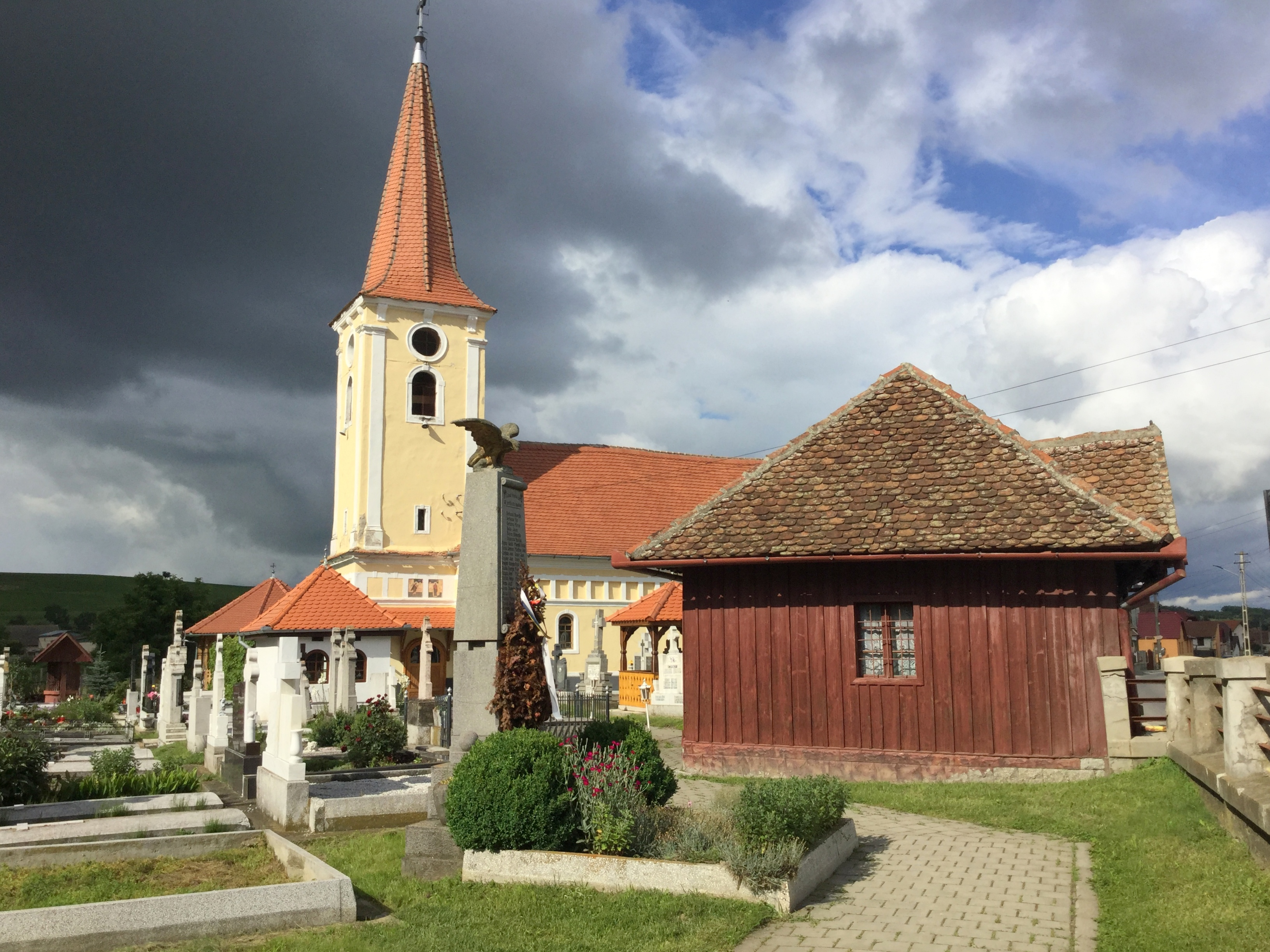

## Imagini din interior (pronaos)

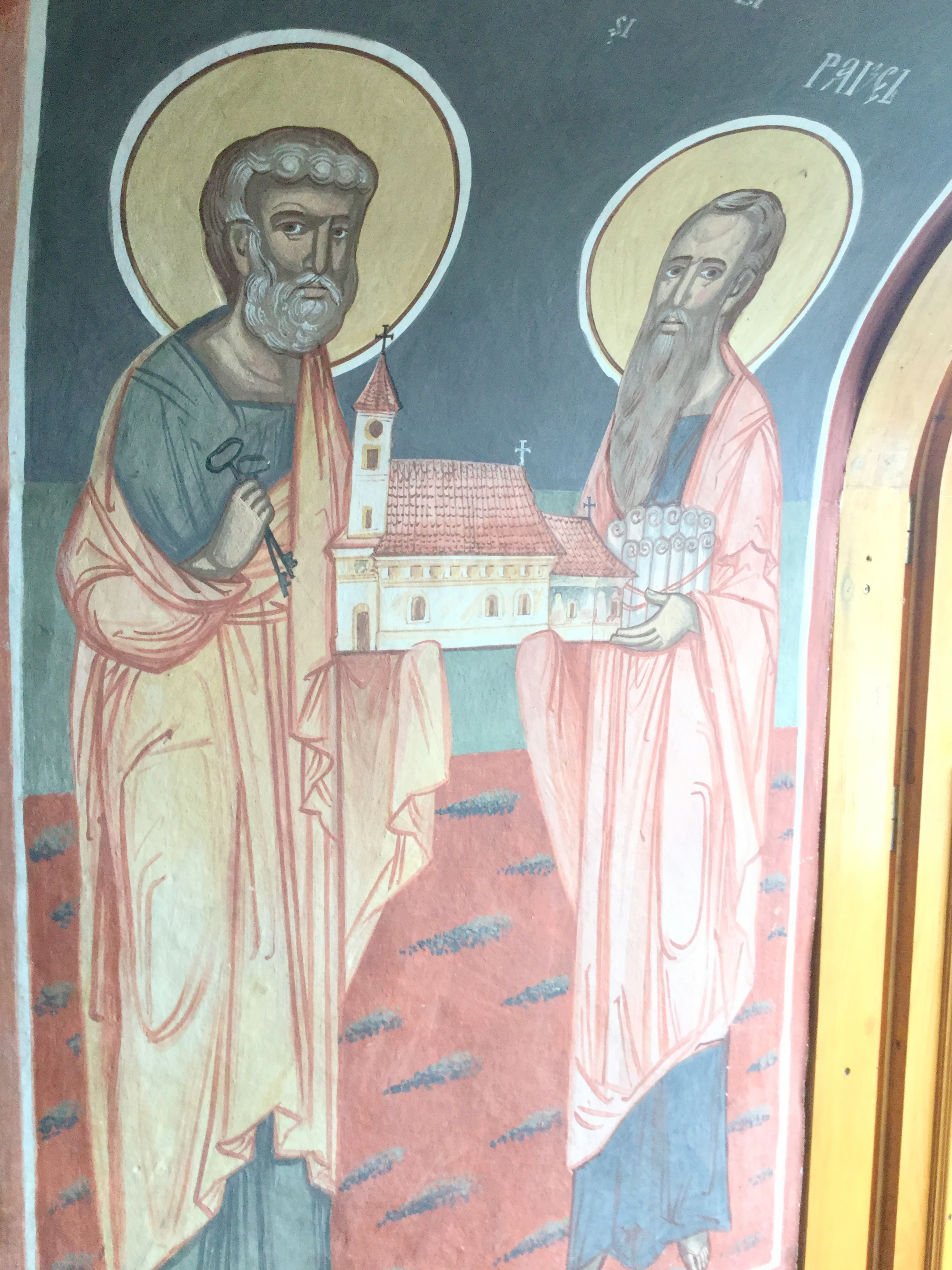
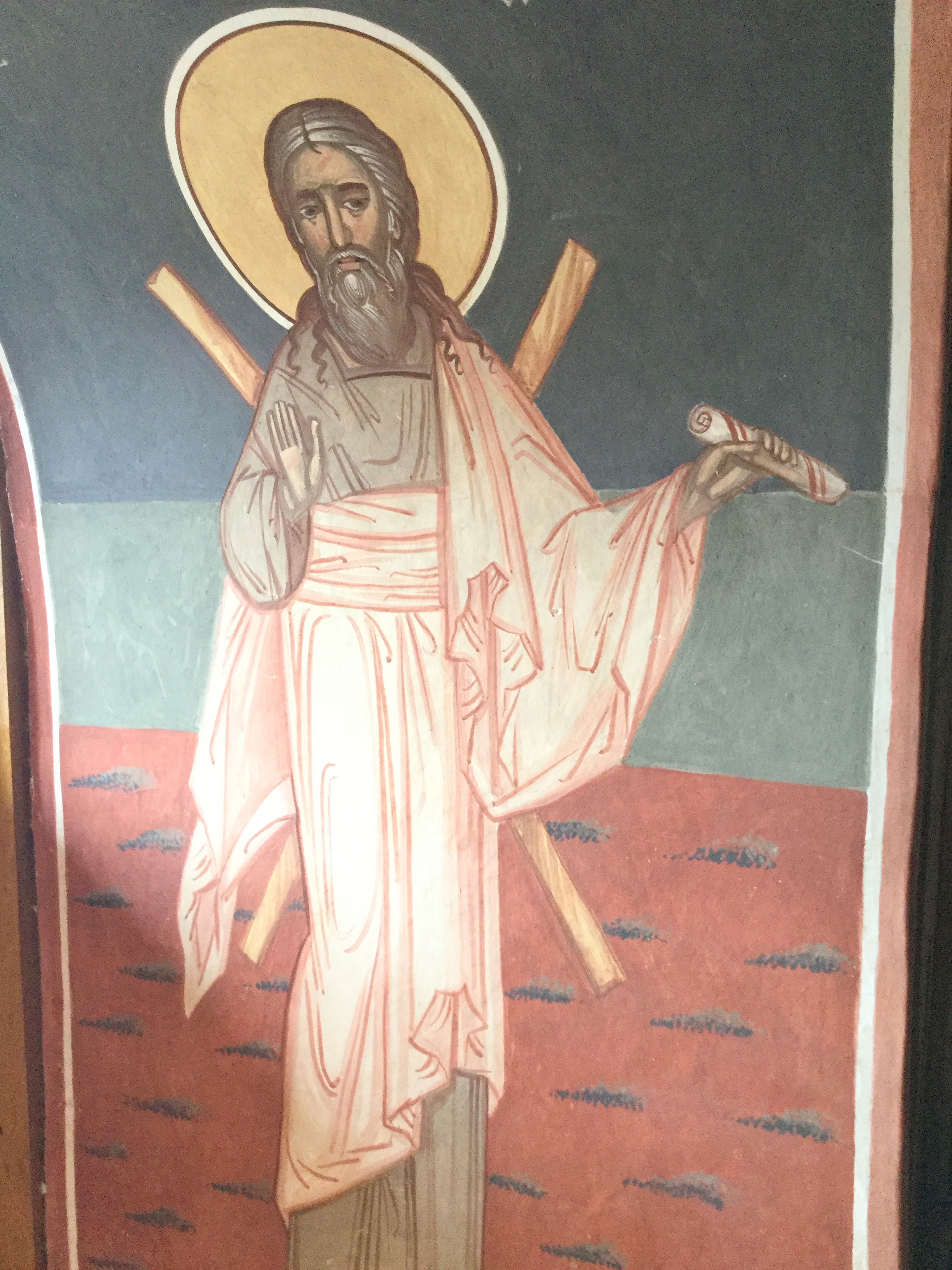
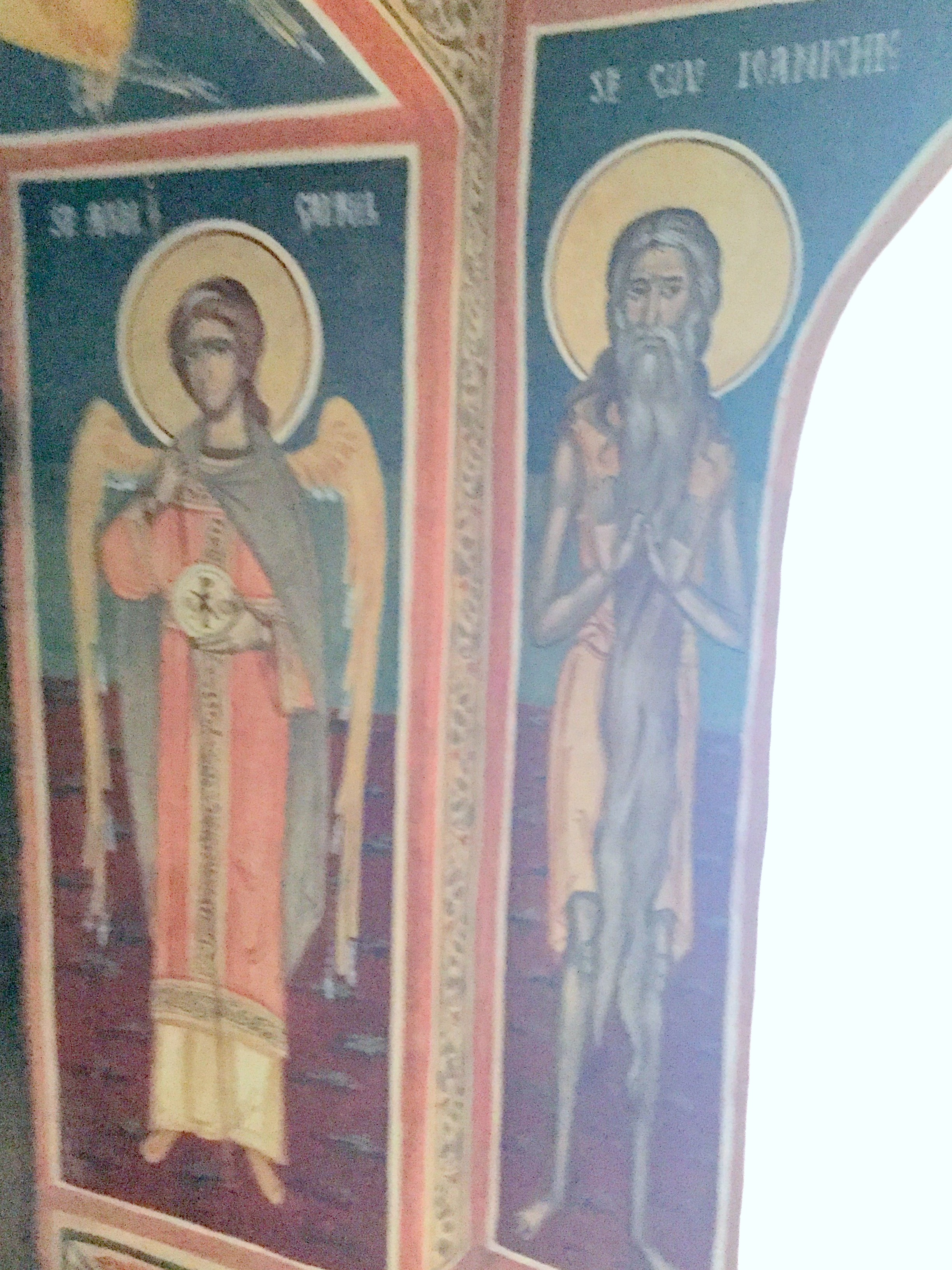
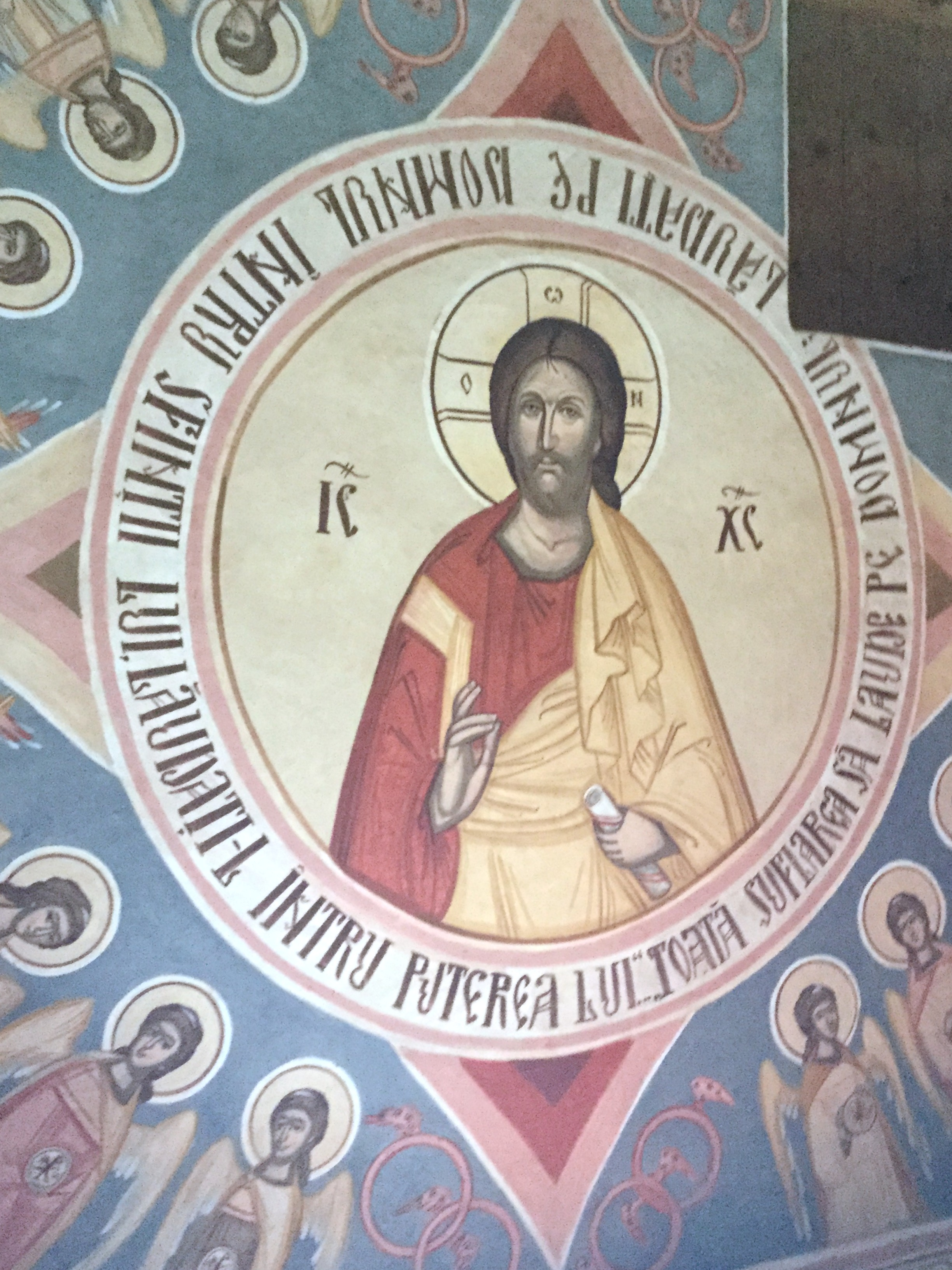
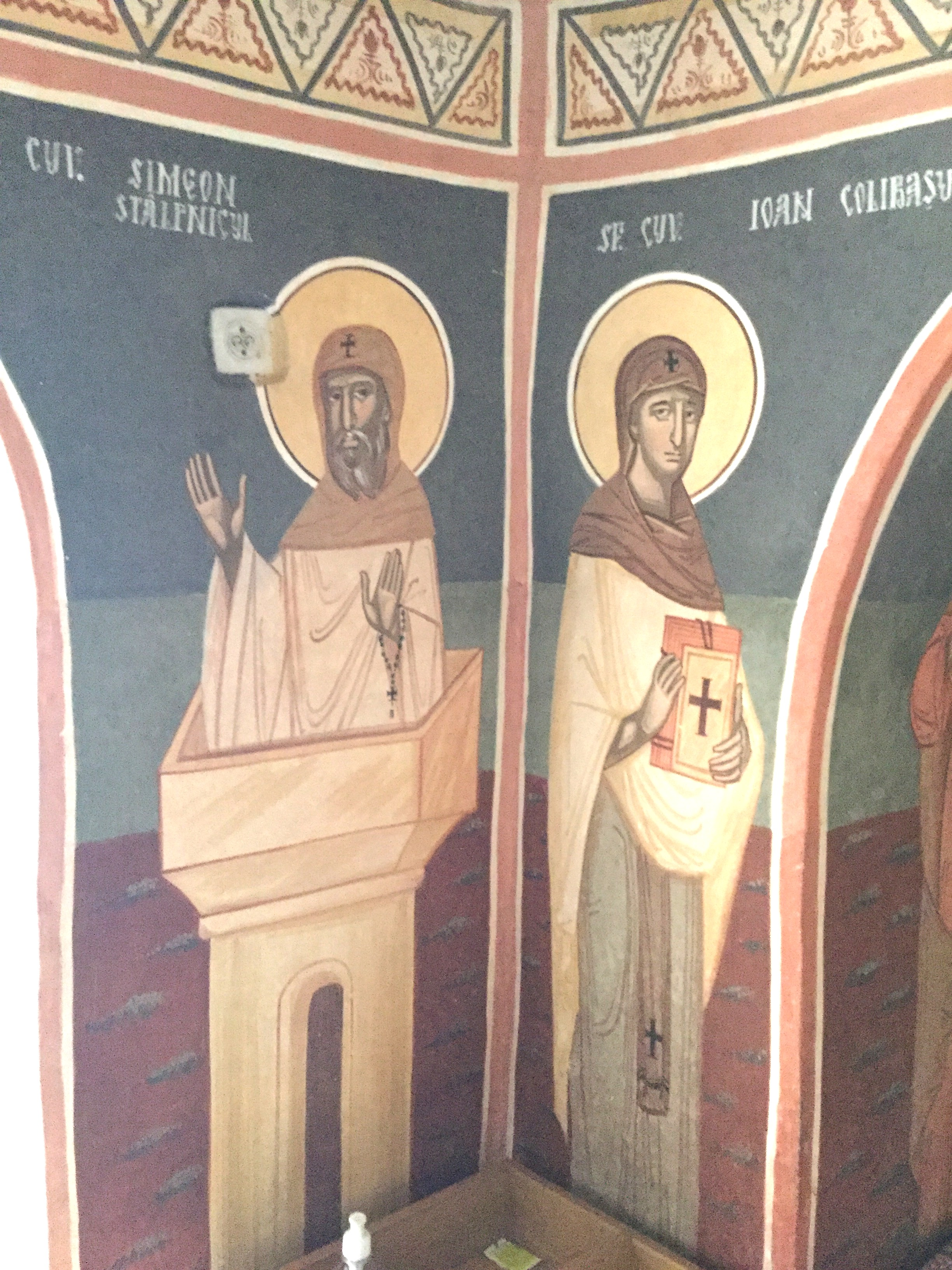
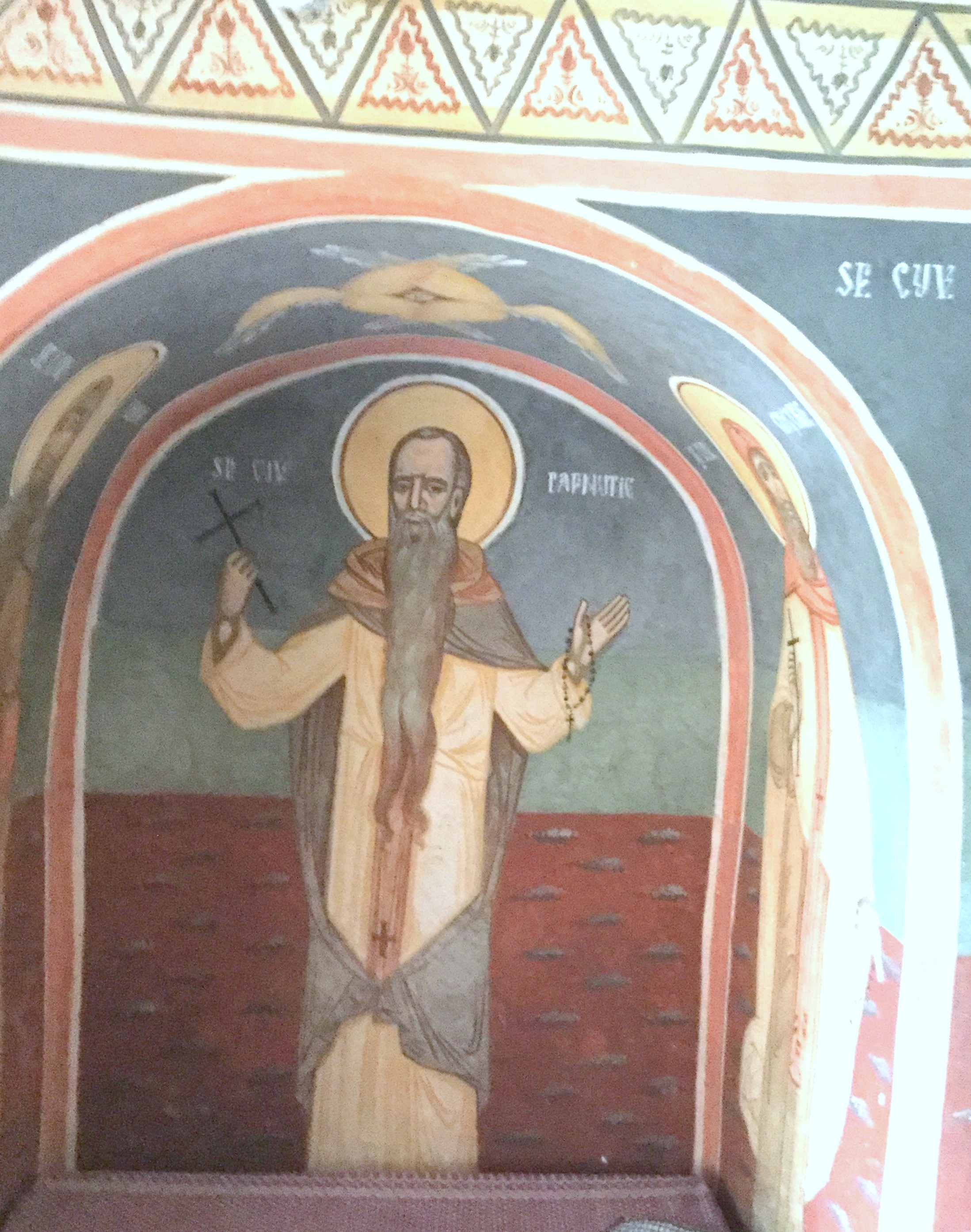
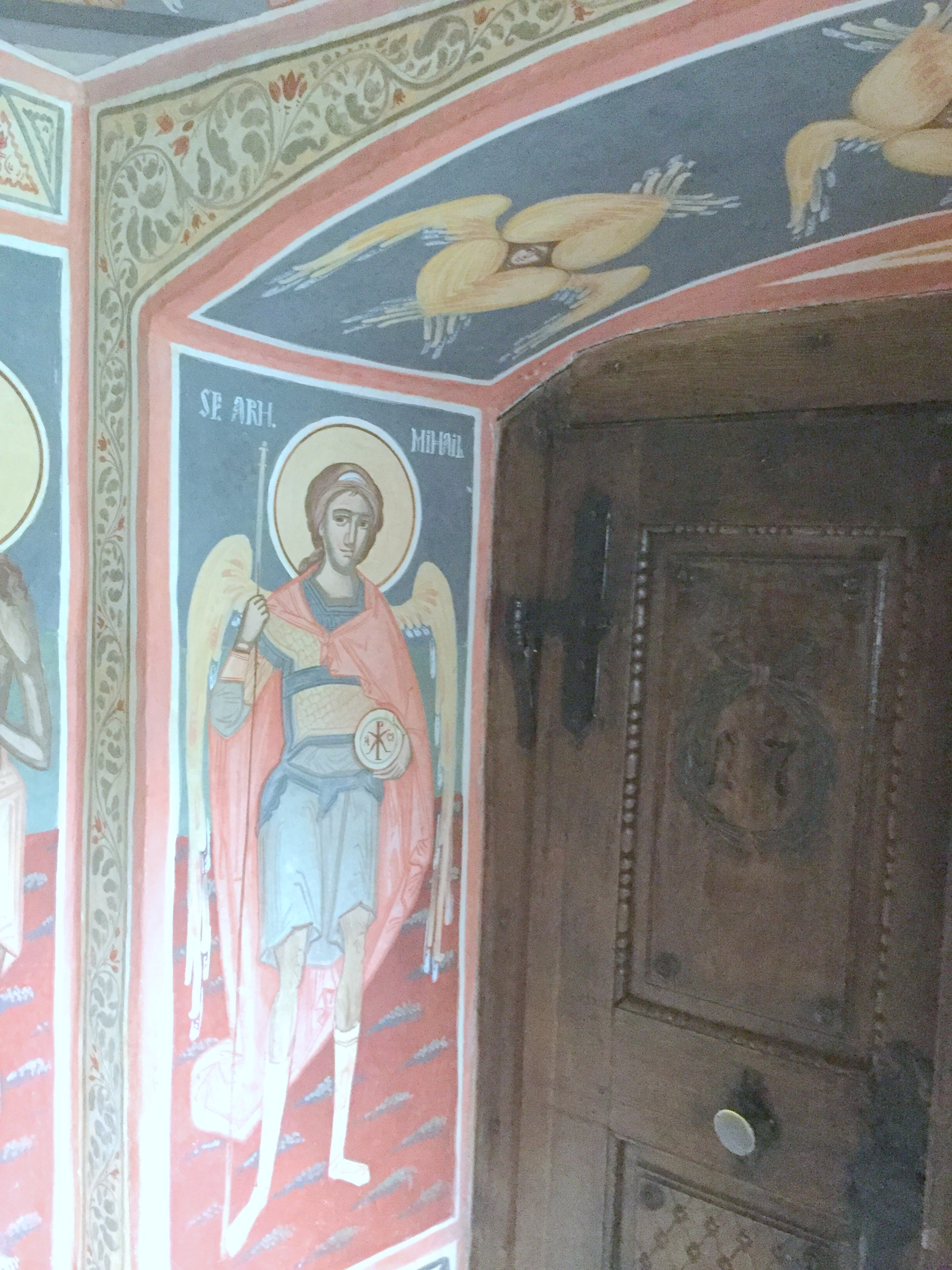